# Radu Lupu
Pour les articles homonymes, voir Lupu.
Radu Lupu, né le 30 novembre 1945 à Galați en Roumanie et mort le 17 avril 2022 à Lausanne en Suisse, est un pianiste roumain.
Il a remporté certaines récompenses du piano classique parmi les plus prestigieuses, notamment les premiers prix du concours international de piano Van-Cliburn et du concours international de piano de Leeds.
Il est considéré comme l’un des plus grands pianistes de son temps, de par la pureté de ses interprétations et de son toucher, et sa virtuosité technique.

## Biographie
Radu Lupu naît à Galați en Roumanie. Il est le fils de Meyer Lupu et d'Ana Gabor. Il commence le piano à l'âge de six ans avec Lia Busuioceanu, et fait ses débuts en public à douze ans, dans un concert où il produit ses propres compositions. Après avoir terminé ses études au lycée à Galați, et avoir été diplômé de l'École des arts populaires de Brașov, il continue ses études au conservatoire de Bucarest avec Florica Musicescu (qui fut l'enseignante de Dinu Lipatti) et Cella Delavrancea. En 1961, il obtient une bourse d'études au Conservatoire Tchaïkovski de Moscou, où il reçoit l'enseignement de Galina Eghyazarova, de Heinrich Neuhaus et de Stanislas Neuhaus.
Il meurt à l'âge de 76 ans des suites d'une longue maladie le 17 avril 2022 à Lausanne en Suisse.

## Concerts et enregistrements
Les concerts et les enregistrements de Radu Lupu pour le compte de la compagnie Decca, quoique peu fréquents et composés d'un répertoire limité, ont été systématiquement acclamés par la critique et le public. Formé à Bucarest puis à Moscou, il est particulièrement célèbre pour ses interprétations lyriques et pleines de sentiments profonds des grands compositeurs allemands et autrichiens du XVIIIe et du XIXe siècle, spécialement Franz Schubert, Johannes Brahms, Ludwig van Beethoven et Wolfgang Amadeus Mozart. Il est également célèbre pour des interprétations d'œuvres des compositeurs tchèque Leoš Janáček et hongrois Béla Bartók.
Radu Lupu fit ses débuts aux États-Unis en 1972, avec l'Orchestre de Cleveland et le chef d'orchestre Daniel Barenboim, à New York, ainsi qu'avec l'Orchestre symphonique de Chicago et le chef Carlo Maria Giulini. Il rejoignit l'Orchestre symphonique de San Francisco en 1974, avec lequel il se produisit pour la première fois en interprétant le Concerto pour piano de Grieg, avec Seiji Ozawa à la direction de l'orchestre. En 1984, il figurait dans la série des « pianistes hors pair » (Peerless Pianists) du programme du Lincoln Center à New York.
Bien que Radu Lupu ait donné des concerts avec beaucoup des plus grands orchestres du monde et dans des festivals de musique très importants, il était un personnage plutôt discret. Il a régulièrement refusé de donner des interviews aux journalistes pendant plus de trente ans. Dans un de ses rares entretiens publiés, il estime que « l'artiste doit avoir sa voix propre », et exprime sa philosophie de la musique comme suit :

« Tout le monde raconte la même histoire différemment, et cette histoire devrait être racontée de manière irrésistible et spontanée. Si ce n'est pas le cas, elle est sans valeur. »

Radu Lupu a été qualifié de génie de la sonorité, « un peintre au clavier ». Son contrôle exceptionnel du clavier lui permettait de toujours produire une belle sonorité dans tous les registres et dans toutes les gradations de force : « Radu Lupu dispose d'une des palettes expressives les plus étendues qui soient. Souvent impressionnant de fougue et de vigueur, il est aussi poète et capable de pianissimos d'une incroyable finesse ». Afin de générer ces sonorités, Lupu a lui-même dit qu'un pianiste devait exécuter des tours dignes d'un magicien pour donner l'illusion du legato sur un instrument qui est essentiellement percussif : « C'est une question d'équilibre entre les deux mains », expliquait-il à Carol Montparker. Il poursuivait en disant :

« Parfois la basse doit soutenir pour que la mélodie de la main droite donne l'impression de legato sans que l'auditeur soit capable de discerner comment il est réalisé. Je dois chanter intérieurement et reproduire ce que j'entends ; chanter est la manière la plus naturelle de parvenir à ce que je veux. Mes doigts doivent connaître chaque poids à donner au sein d'une séquence de notes. »

Son attitude durant ses concerts était entièrement concentrée, calme et anti-spectaculaire. Curiosité : il n'y utilisait pas de tabouret de piano, mais une confortable chaise à dossier.
Par ailleurs, il n'a jamais aimé enregistrer, se sentant un peu paralysé par la présence de micros. Néanmoins, certaines de ses gravures (chez Decca) ont marqué la discographie, en particulier ses enregistrements des sonates de Schubert, qui demeurent son répertoire de prédilection et constituent des références. On peut citer aussi le Premier Concerto, la Troisième Sonate et les pièces tardives pour piano de Brahms, certaines pièces de Schumann. Il a aussi enregistré certains concertos et les sonates pour violon et piano de Mozart avec Szymon Goldberg, les concertos et certaines sonates de Beethoven, les concertos de Schumann et de Grieg. Mais depuis 1995, il refusait d'enregistrer pour le disque, à l'exception d'un programme Schubert pour piano à quatre mains gravé avec Daniel Barenboïm (Teldec).
Radu Lupu a également participé à d'importants partenariats de musique de chambre avec, entre autres, le violoniste Szymon Goldberg, la soprano Barbara Hendricks et le pianiste Murray Perahia.

## Prix et récompenses
- 1966 : première place lors du concours international de piano Van-Cliburn.
- 1970 : premier prix du concours international George-Enescu.
- 1969 : premier prix du concours international de piano de Leeds.
- 1989 : prix Abbiati de l'Association des critiques italiens (it).
- 1995 : Edison Award pour son enregistrement de Schumann, Kinderszenen, Kreisleriana and Humoresque.
- 1996 : Grammy Award de la meilleure performance instrumentale soliste pour son enregistrement de Franz Schubert, Sonates pour Piano en Si bémol majeur et La majeur.
- 2006 : prix Arturo Benedetti Michelangeli.

#### Bases de données et dictionnaires
- Ressources relatives à la musique :   - AllMusic
  - Carnegie Hall
  - Discogs
  - Grove Music Online
  - MGG Online
  - MusicBrainz
  - Muziekweb
  - Songkick
- Ressource relative au spectacle :   - Archives suisses des arts de la scène
- Ressource relative aux beaux-arts :   - National Portrait Gallery
- Ressource relative à plusieurs domaines :   - Radio France
- Ressource relative à l'audiovisuel :   - IMDb
- Notices dans des dictionnaires ou encyclopédies généralistes :   - Brockhaus
  - Den Store Danske Encyklopædi
  - Deutsche Biographie
  - Gran Enciclopèdia Catalana
  - Hrvatska Enciklopedija
  - Internetowa encyklopedia PWN
  - Nationalencyklopedin
  - Munzinger
  - Proleksis enciklopedija
  - Store norske leksikon
  - Treccani
  - Universalis
  - Visuotinė lietuvių enciklopedija
- Notices d'autorité :   - VIAF
  - ISNI
  - BnF (données)
  - IdRef
  - LCCN
  - GND
  - Italie
  - Japon
  - Espagne
  - Belgique
  - Pays-Bas
  - Pologne
  - Israël
  - NUKAT
  - Australie
  - Norvège
  - Croatie
  - Tchéquie